# Дейвид Хенри Люис
Дейвид Хенри Люис (на английски: David Henry Lewis) е новозеландски лекар, пътешественик-изследовател и мореплавател – първият човек, който плава сам до Антарктида.

## Биография
Люис е роден през 1917 година в Плимът, Англия, но родителите му се преселват в Нова Зеландия, когато е малък. Като дете Дейвид е свит и саможив – страни от съучениците си. На 17 години завършва колеж в столицата Уелингтън, построява си малка лодка и с нея се прибира в дома си, като изминава 675 км по диви реки и бързеи. Пътешественическите му увлечения продължават и по време на следването за лекар. През 1939 г. заминава за Англия и по време на войната служи като военен лекар в парашутна част. После се установява на лекарска практика в Ийст Хем, Лондон, оженва се, раждат му се дъщеря и син. 18 години доктор Люис води тих, безметежен живот на среден англичанин, докато бракът му се разпада и се развежда.
По онова време лондонският седмичник „Обзървър“ организира регатата „ОСТАР“, в която Люис се включва с яхтата си „Кардинал Въртю“. Класира се трети. Междувременно сключва втори брак, от който му се раждат 2 момичета. През 1964 г. регатата „ОСТАР“ се провежда за втори път и Дейвид застава на старт с тримарана „Реху Моана“. След регатата заедно със семейството си тръгва да обикаля света през Магелановия проток до Нова Зеландия. Околосветската обиколка продължава 3 години. Междувременно се установява с децата си в Австралия.

## Творчески път
Океанското изпитание в регатата „ОСТАР“ вдъхва на лондонския лекар да напише първата си книга „Лодката отказва да плава на запад“. Следващите книги са написани след околосветската обиколка: „Дъщерите на вятъра“ и „Деца на три океана“. Най-голяма известност му носи книгата „Айсбърд“, която излиза през 1975 г. и се превръща веднага в бестселър. Тя е написана след неговото самотно пътешествие до Антарктида.

## „Ледена птица“
На 19 октомври 1972 г. тръгва от Сидни, Австралия, с яхтата си „Ледена птица“, дълга само 9,6 м, и се насочва към Ледения континент. Първите 13 дни яхтата изминава 1200 мили и на 1 ноември достига до остров Стюарт, Нова Зеландия. На 6 ноември преминава 50-ия паралел и навлиза в зоната на яростните ветрове. В следващите месеци Люис претърпява няколко опустошителни бури, при които се бори за живота си. Загубва дори мачтата на яхтата. На 1 януари 1973 г. вече наближава нос Хорн, а на 29 януари достига Антарктида. За 14 седмици преминава над 12 000 км, като от тях 4600 км със счупена мачта. За пръв път в историята на световното мореплаване човек сам се е преборил с ледовете и е достигнал до Антарктида. На 12 декември 1973 г. тръгва по обратния път. На връщане мачтата отново се счупва, плаването до Австралия става невъзможно и доктор Люис взима курс към Кейптаун, Южна Африка, където пристига в 9 часа на 20 март 1974 г.